# After the Rain
Koi wa Ameagari no You ni! (яп. 恋は雨上がりのように Кой ва Амэагари но Ё: ни,  «Любовь похожа на прошедший дождь») — манга, написанная и проиллюстрированная Дзюн Маюдзуки. Манга начала печататься в ежемесячном журнале Big Comic Spirits издательства Shogakukan в 2014 году. В 2016 году, после выхода шести танкобонов, манга перешла в журнал Weekly Big Comic Spirits. 7 том был выпущен 10 марта 2017 года. Также была анонсирована аниме-адаптация, премьера которой состоялась 11 января 2018 года в блоке программы Noitamina.

## Сюжет
История повествует об отчуждённой и красивой девушке по имени Акира. Когда-то она занималась в спортивной секции своей школы, однако получила травму и теперь работает в семейном ресторане после школы. Однажды, работая в ресторане, она влюбляется в своего начальника, разведённого мужчину 45 лет. Так они оба проводят время, ухаживая за рестораном и тайно прорабатывая свои отношения.

## Персонажи
Акира Татибана  (яп. 橘 あきら Татибана Акира) — главная героиня, которая работает на полставки в ресторане. Бросила спорт после травмы. Влюблена в Масаки.
Сэйю: Саюми Ватанабэ
Масаки Кондо  (яп. 近藤 正己 Кондо: Масаки) — главный герой, 45-летний менеджер, который на данный момент разведён с женой.
Сэйю: Хироаки Хирата

## Медиа-издания

### Манга
| №  | Дата публикации       | ISBN                   |
| -- | --------------------- | ---------------------- |
| 1  | 9 января 2015 года    | ISBN 978-4-09-186728-5 |
| 2  | 10 апреля 2015 года   | ISBN 978-4-09-186868-8 |
| 3  | 11 сентября 2015 года | ISBN 978-4-09-187200-5 |
| 4  | 12 января 2016 года   | ISBN 978-4-09-187417-7 |
| 5  | 10 июня 2016 года     | ISBN 978-4-09-187629-4 |
| 6  | 12 октября 2016 года  | ISBN 978-4-09-187798-7 |
| 7  | 10 марта 2017 года    | ISBN 978-4-09-189389-5 |
| 8  | 12 июля 2017 года     | ISBN 978-4-09-189546-2 |
| 9  | 15 ноября 2017 года   | ISBN 978-4-09-189656-8 |
| 10 | 27 апреля 2018 года   | ISBN 978-4-09-189793-0 |

## Критика
Манга заняла четвёртое место в каталоге Kono Manga ga Sugoi! за 2016 год. Также работа была номинирована на девятую награду Манга тайсё и заняла седьмое место.